# Транспорт Кіпру
Транспорт Кіпру представлений автомобільним , повітряним  і водним (морським), у населених пунктах  та у міжміському сполученні діє громадський транспорт пасажирських перевезень. Площа країни дорівнює 9 251 км² (171-ше місце у світі). Форма території країни — складна, витягнута у субширотному напрямку; максимальна дистанція з півночі на південь — 120 км, зі сходу на захід — 200 км. Географічне положення Кіпру дозволяє країні контролювати транспортні шляхи у Східному Середземномор'ї, між Європою і Близьким Сходом.

## Автомобільний
Загальна довжина автошляхів в Кіпрі, станом на 2015 рік, дорівнює 20 006 км (під контролем уряду 13 006 км, під контролем Турецької Республіки Північного Кіпру — 7 000 км), з яких 8 564 км із твердим покриттям (2 277 км швидкісних автомагістралей) і 4 442 км без нього (108-ме місце у світі).

## Повітряний
У країні, станом на 2013 рік, діє 15 аеропортів (145-те місце у світі), з них 13 із твердим покриттям злітно-посадкових смуг і 2 із ґрунтовим. Аеропорти країни за довжиною злітно-посадкових смуг розподіляються так (у дужках окремо кількість без твердого покриття):
- від 10 тис. до 8 тис. футів (3047-2438 м) — 7 (0);
- від 8 тис. до 5 тис. футів (2437—1524 м) — 2 (0);
- від 5 тис. до 3 тис. футів (1523—914 м) — 3 (0);
- коротші за 3 тис. футів (<914 м) — 1 (2)[1].

У країні, станом на 2015 рік, зареєстровано 2 авіапідприємства, які оперують 6 повітряними суднами. За 2015 рік загальний пасажирообіг на внутрішніх і міжнародних рейсах становив 23 тис. осіб. За 2015 рік повітряним транспортом було перевезено 230,6 тис. тонно-кілометрів вантажів (без врахування багажу пасажирів).
У країні, станом на 2013 рік, споруджено і діє 9 гелікоптерних майданчиків.
Кіпр є членом Міжнародної організації цивільної авіації (ICAO). Згідно зі статтею 20 Чиказької конвенції про міжнародну цивільну авіацію 1944 року, Міжнародна організація цивільної авіації для повітряних суден країни, станом на 2016 рік, закріпила реєстраційний префікс — 5B, заснований на радіопозивних, виділених Міжнародним союзом електрозв'язку (ITU). Аеропорти Кіпру мають літерний код ІКАО, що починається з — LC.

## Водний

### Морський
Головні морські порти країни: Ларнака, Лімасол, Васілікос; Фамагуста і Кіренія на півночі острова адмініструються ТРПК.
Морський торговий флот країни, станом на 2010 рік, складався з 838 морських суден з тоннажем більшим за 1 тис. реєстрових тонн (GRT) кожне (13-те місце у світі), з яких: балкерів — 278, суховантажів — 163, танкерів для хімічної продукції — 77, контейнеровозів — 201, газовозів — 11, пасажирських суден — 3, вантажно-пасажирських суден — 25, нафтових танкерів — 62, рефрижераторів — 5, ролкерів — 9, автовозів — 4.
Станом на 2010 рік, кількість морських торгових суден, що ходять під прапором країни, але є власністю інших держав — 622 (Анголи — 1, Австрії — 1, Бельгії — 3, Бермудських Островів — 1, Канади — 2, Китайської Народної Республіки — 6, Данії — 6, Естонії — 6, Франції — 16, Німеччини — 192, Греції — 201, Гонконгу — 2, Індії — 4, Ірану — 10, Ірландії — 3, Італії — 6, Японії — 16, Нідерландів — 23, Норвегії — 14, Філіппінам — 1, Польщі — 24, Португалії — 2, Російської Федерації — 46, Сінгапуру — 1, Словенії — 5, Іспанії — 6, Швеції — 5, Туреччини — 1, Об'єднаних Арабських Еміратів — 3, Великої Британії — 7, України — 3, Сполучених Штатів Америки — 5); зареєстровані під прапорами інших країн — 152 (Багамських Островів — 23, Камбоджі — 4, Коморських Островів — 2, Фінляндії — 1, Гібралтару — 1, Греції — 3, Гонконгу — 3, Ліберії — 9, Мальти — 32, Маршаллових Островів — 40, Норвегії — 1, Панами — 5, Російської Федерації — 13, Сент-Вінсенту і Гренадин — 3, Сьєрра-Леоне — 2, Сінгапуру — 6, невстановленої приналежності — 4).

## Державне управління
Держава здійснює управління транспортною інфраструктурою країни через міністерство транспорту, зв'язку і громадських робіт. Станом на 15 липня 2016 року міністерство в уряді Нікоса Анастасіадіса очолював Маріос Дімітріадіс.

### Українською
- Атлас. 10-11 клас. Економічна і соціальна географія світу / упорядники :  О. Я. Скуратович, Н. І. Чанцева. — К. : ДНВП «Картографія», 2010. — ISBN 978-966-475-639-3.
- Атлас світу / голов. ред. І. С. Руденко ; зав. ред. В. В. Радченко ; відп. ред. О. В. Вакуленко. — К. : ДНВП «Картографія», 2005. — 336 с. — ISBN 9666315467.
- Безуглий В. В. Економічна і соціальна географія зарубіжних країн : Навчальний посібник. — К. : ВЦ «Академія», 2007. — 704 с. — ISBN 978-966-580-239-6.
- Безуглий В. В., Козинець С. В. Регіональна економічна і соціальна географія світу : Навчальний посібник. — видання 2-ге, доп., перероб. — К. : ВЦ «Академія», 2007. — 688 с. — ISBN 966-580-144-9.
- Головченко В., Кравчук О. Країнознавство: Азія, Африка, Латинська Америка, Австралія і Океанія. — К., 2006. — 335 с. — ISBN 966-8939-04-2.
- Дахно І. І. Країни світу: Енциклопедичний довідник / І. І. Дахно, С. М. Тимофієв. — К. : Мапа, 2011. — 606 с. — (Бібліотека нового українця) — ISBN 978-966-8804-23-6.
- Дахно І. І. Економічна географія зарубіжних країн : навчальний посібник. — К. : Центр учбової літератури, 2014. — 319 с. — ISBN 978-611-01-0682-5.
- Дорошенко В. І. Географія транспорту : Навчальний посібник / В. І. Дорошенко, К. Д. Діденко. — К. : Київський нац. ун-т ім. Т. Шевченка, 2010. — 183 с. — ISBN 978-966-439-329-1.
- Дубович І. А. Країнознавчий словник-довідник. — 5-те вид., перероб. і доп. — К. : Знання, 2008. — 839 с. — ISBN 978-966-346-330-8.
- Економічна і соціальна географія країн світу : Навчальний посібник / За ред. С. П. Кузика. — Л. : Світ, 2002. — 672 с. — ISBN 966-603-178-7.
- Зарубіжна транспортна географія : навчальний посібник / уклад. : Петрашевський О. Л. и др. — К. : Національний транспортний університет, 2015. — 95 с. — ISBN 978-966-632-227-5.
- Ігнатьєв П. М. Країнознавство: Країни Азії. — Ч. : Книги-ХХІ, 2004. — 383 с. — ISBN 966-8029-53-4.
- Книш М. М., Мамчур О. І. Регіональна економічна і соціальна географія світу (Латинська Америка та Карибські країни, Африка, Азія, Океанія) : навч. посіб. — Л. : ЛНУ ім. Івана Франка, 2013. — 368 с. — ISBN 978-617-10-0007-0.
- Юрківський В. М. Регіональна економічна і соціальна географія. Зарубіжні країни : Підручник. — К. : Либідь, 2001. — 416 с. — ISBN 966-06-0092-5.

### Англійською
- (англ.) Modern Transport Geography / Hoyle, B. and R. Knowles (eds). — Second Edition,. — London : Wiley, 1998.
- (англ.) Rodrigue, J-P. The Geography of Transport Systems. — Fourth Edition. — N. Y. : Routledge, 2017. — 440 с. — ISBN 978-1138669574.
- (англ.) Taaffe E. J., Gauthier H. L. and O'Kelly M. E. Geography of transportation. — Second Edition. — N. Y. : Prentice Hall, 1996. — ISBN 0-13-368572-1.
- (англ.) Black, W. Transportation: A Geographical Analysis. — N. Y. : Guilford, 2003.

### Російською
- (рос.) Максаковский В. П. Географическая картина мира. Книга I: Общая характеристика мира. — М. : Дрофа, 2008. — 495 с. — ISBN 978-5-358-05275-8.
- (рос.) Максаковский В. П. Географическая картина мира. Книга II: Региональная характеристика мира. — М. : Дрофа, 2009. — 480 с. — ISBN 978-5-358-06280-1.
- (рос.) Физико-географический атлас мира. — М. : Академия наук СССР и главное управление геодезии и картографии ГГК СССР, 1964. — 298 с.
- (рос.) Шаповал Н. С. Транспортная география и транспортные системы мира : учебное пособие. — К. : Центр учбової літератури, 2006. — 188 с. — ISBN 000-0000-00-4.
- (рос.) Экономическая, социальная и политическая география мира. Регионы и страны / под ред. С. Б. Лаврова, Н. В. Каледина. — М. : Гардарики, 2002. — 928 с. — ISBN 5-8297-0039-5.
- (рос.) Энциклопедия стран мира / глав. ред. Н. А. Симония. — М. : НПО «Экономика» РАН, отделение общественных наук, 2004. — 1319 с. — ISBN 5-282-02318-0.